# معدن سنگ مجدآباد
معدن سنگ مجدآباد مربوط به دوره هخامنشی است و در شهرستان مرودشت، بخش مرکزی، دهستان مجدآباد واقع شده و این اثر در تاریخ ۱۹ مرداد ۱۳۸۴ با شمارهٔ ثبت ۱۲۷۷۴ به‌عنوان یکی از آثار ملی ایران به ثبت رسیده است.